# Elezioni comunali in Toscana del 2004
Le elezioni comunali in Toscana del 2004 si tennero l'11 e 12 giugno, con ballottaggio il 26 e 27 giugno.

## Provincia di Arezzo

### Arezzo
| Candidati                                    | Candidati                              | Voti                        | %     | Liste                   | Voti   | %     | Seggi |
| -------------------------------------------- | -------------------------------------- | --------------------------- | ----- | ----------------------- | ------ | ----- | ----- |
|                                              | Monica Bettoni Accede al ballottaggio  | 29.603                      | 49,59 | Democratici di Sinistra | 13.353 | 24,18 | 10    |
| La Margherita                                | Monica Bettoni Accede al ballottaggio  | 29.603                      | 49,59 | 4.186                   | 7,58   | 3     |       |
| Partito della Rifondazione Comunista         | Monica Bettoni Accede al ballottaggio  | 29.603                      | 49,59 | 3.900                   | 7,06   | 3     |       |
| La Città Aperta                              | Monica Bettoni Accede al ballottaggio  | 29.603                      | 49,59 | 2.811                   | 5,09   | 2     |       |
| Socialisti Democratici Italiani - Riformisti | Monica Bettoni Accede al ballottaggio  | 29.603                      | 49,59 | 1.228                   | 2,22   | 1     |       |
| Federazione dei Verdi                        | Monica Bettoni Accede al ballottaggio  | 29.603                      | 49,59 | 1.022                   | 1,85   | -     |       |
| Partito dei Comunisti Italiani               | Monica Bettoni Accede al ballottaggio  | 29.603                      | 49,59 | 828                     | 1,50   | -     |       |
| Italia dei Valori                            | Monica Bettoni Accede al ballottaggio  | 29.603                      | 49,59 | 363                     | 0,66   | -     |       |
| Alleanza Popolare - UDEUR                    | Monica Bettoni Accede al ballottaggio  | 29.603                      | 49,59 | 179                     | 0,32   | -     |       |
| Seggio al candidato sindaco                  | Seggio al candidato sindaco            | Seggio al candidato sindaco | 49,59 | 1                       |        |       |       |
|                                              | Luigi Lucherini Accede al ballottaggio | 29.408                      | 49,26 | Forza Italia            | 13.499 | 24,45 | 10    |
| Alleanza Nazionale                           | Luigi Lucherini Accede al ballottaggio | 29.408                      | 49,26 | 7.493                   | 13,57  | 6     |       |
| Unione dei Democratici Cristiani e di Centro | Luigi Lucherini Accede al ballottaggio | 29.408                      | 49,26 | 4.074                   | 7,38   | 3     |       |
| Arezzo con Lucherini Sindaco                 | Luigi Lucherini Accede al ballottaggio | 29.408                      | 49,26 | 1.362                   | 2,47   | 1     |       |
| Lega Nord                                    | Luigi Lucherini Accede al ballottaggio | 29.408                      | 49,26 | 333                     | 0,60   | -     |       |
|                                              | Giulio Arrigucci                       | 687                         | 1,15  | Nostra Terra di Toscana | 582    | 1,05  | -     |
| Totale                                       | Totale                                 | 59.698                      |       |                         | 55.213 |       | 40    |

Ballottaggio
| Candidati | Candidati                  | Voti   | %      |
| --------- | -------------------------- | ------ | ------ |
|           | Luigi Lucherini ✔️ Sindaco | 30.645 | 53,06  |
|           | Monica Bettoni             | 27.112 | 46,94  |
| Totale    | Totale                     | 57.757 | 100,00 |

### Cortona
| Candidati                            | Candidati                 | Voti                 | %     | Liste                   | Voti   | %     | Seggi |
| ------------------------------------ | ------------------------- | -------------------- | ----- | ----------------------- | ------ | ----- | ----- |
|                                      | Andrea Vignini ✔️ Sindaco | 9.032                | 64,18 | Democratici di Sinistra | 5.865  | 43,47 | 11    |
| Partito della Rifondazione Comunista | Andrea Vignini ✔️ Sindaco | 9.032                | 64,18 | 1.031                   | 7,64   | 2     |       |
| La Margherita                        | Andrea Vignini ✔️ Sindaco | 9.032                | 64,18 | 956                     | 7,09   | 1     |       |
| Socialisti Democratici Italiani      | Andrea Vignini ✔️ Sindaco | 9.032                | 64,18 | 482                     | 3,57   | -     |       |
| Comunisti Italiani                   | Andrea Vignini ✔️ Sindaco | 9.032                | 64,18 | 453                     | 3,36   | -     |       |
|                                      | Luciano Meoni             | 3.515                | 24,98 | Forza Italia            | 1.716  | 12,72 | 2     |
| Alleanza Nazionale                   | Luciano Meoni             | 3.515                | 24,98 | 1.564                   | 11,59  | 2     |       |
| Seggio di coalizione                 | Seggio di coalizione      | Seggio di coalizione | 24,98 | 1                       |        |       |       |
|                                      | Giuliana Bianchi Caleri   | 656                  | 4,66  | Unione di Centro        | 615    | 4,56  | 1     |
|                                      | Mauro Turenci             | 526                  | 3,74  | Insieme per Cortona     | 495    | 3,67  | -     |
|                                      | Remo Rossi                | 343                  | 2,44  | Federazione dei Verdi   | 314    | 2,33  | -     |
| Totale                               | Totale                    | 14.072               | 100   |                         | 13.491 | 100   | 20    |

### San Giovanni Valdarno
| Candidati                            | Candidati               | Voti   | %     | Liste              | Voti  | %     | Seggi |
| ------------------------------------ | ----------------------- | ------ | ----- | ------------------ | ----- | ----- | ----- |
|                                      | Mauro Tarchi ✔️ Sindaco | 8.072  | 75,54 | L'Ulivo            | 5.702 | 57,36 | 12    |
| Partito della Rifondazione Comunista | Mauro Tarchi ✔️ Sindaco | 8.072  | 75,54 | 1.567              | 15,76 | 3     |       |
| Comunisti Italiani                   | Mauro Tarchi ✔️ Sindaco | 8.072  | 75,54 | 252                | 2,54  | -     |       |
|                                      | Roberto Bellacci        | 2.614  | 24,46 | Casa delle Libertà | 2.419 | 24,34 | 5     |
| Totale                               | Totale                  | 10.686 | 100   |                    | 9.940 | 100   | 20    |

### Sansepolcro
| Candidati                            | Candidati                  | Voti                 | %     | Liste              | Voti  | %     | Seggi |
| ------------------------------------ | -------------------------- | -------------------- | ----- | ------------------ | ----- | ----- | ----- |
|                                      | Alessio Ugolini ✔️ Sindaco | 5.204                | 50,23 | L'Ulivo            | 3.040 | 35,24 | 8     |
| Partito della Rifondazione Comunista | Alessio Ugolini ✔️ Sindaco | 5.204                | 50,23 | 1.840              | 21,33 | 4     |       |
|                                      | Franco Polcri              | 5.156                | 49,77 | Casa delle Libertà | 2.217 | 25,70 | 4     |
| Viva Sansepolcro                     | Franco Polcri              | 5.156                | 49,77 | 1.529              | 17,73 | 3     |       |
| Seggio di coalizione                 | Seggio di coalizione       | Seggio di coalizione | 49,77 | 1                  |       |       |       |
| Totale                               | Totale                     | 10.360               | 100   |                    | 8.626 | 100   | 20    |

## Provincia di Firenze

### Bagno a Ripoli
| Candidati                                  | Candidati                    | Voti                 | %     | Liste                                | Voti   | %     | Seggi |
| ------------------------------------------ | ---------------------------- | -------------------- | ----- | ------------------------------------ | ------ | ----- | ----- |
|                                            | Luciano Bartolini ✔️ Sindaco | 10.464               | 61,55 | Democratici di Sinistra              | 6.616  | 41,83 | 10    |
| La Margherita                              | Luciano Bartolini ✔️ Sindaco | 10.464               | 61,55 | 1.519                                | 9,60   | 2     |       |
| Comunisti Italiani                         | Luciano Bartolini ✔️ Sindaco | 10.464               | 61,55 | 992                                  | 6,27   | 1     |       |
| Socialisti Democratici Italiani-Riformisti | Luciano Bartolini ✔️ Sindaco | 10.464               | 61,55 | 438                                  | 2,77   | -     |       |
|                                            | Sergio Naldoni               | 4.379                | 25,76 | Forza Italia                         | 2.306  | 14,58 | 3     |
| Alleanza Nazionale                         | Sergio Naldoni               | 4.379                | 25,76 | 1.252                                | 7,92   | 1     |       |
| Unione di Centro                           | Sergio Naldoni               | 4.379                | 25,76 | 594                                  | 3,76   | -     |       |
| Seggio di coalizione                       | Seggio di coalizione         | Seggio di coalizione | 25,76 | 1                                    |        |       |       |
|                                            | Marco Ronchi                 | 1.322                | 7,78  | Partito della Rifondazione Comunista | 1.295  | 8,19  | 1     |
|                                            | Beatrice Bensi               | 836                  | 4,92  | Federazione dei Verdi                | 806    | 5,10  | 1     |
| Totale                                     | Totale                       | 17.001               | 100   |                                      | 15.818 | 100   | 20    |

### Borgo San Lorenzo
| Candidati            | Candidati                     | Voti                 | %     | Liste                                                        | Voti  | %     | Seggi |
| -------------------- | ----------------------------- | -------------------- | ----- | ------------------------------------------------------------ | ----- | ----- | ----- |
|                      | Giovanni Bettarini ✔️ Sindaco | 5.318                | 51,82 | Lista Civica di Centro-sinistra                              | 4.319 | 44,28 | 11    |
| Comunisti Italiani   | Giovanni Bettarini ✔️ Sindaco | 5.318                | 51,82 | 653                                                          | 6,70  | 1     |       |
|                      | Delia Falli                   | 2.744                | 26,74 | Partito della Rifondazione Comunista                         | 1.970 | 20,20 | 3     |
| Libero Mugello       | Delia Falli                   | 2.744                | 26,74 | 707                                                          | 7,25  | 1     |       |
| Seggio di coalizione | Seggio di coalizione          | Seggio di coalizione | 26,74 | 1                                                            |       |       |       |
|                      | Carlo Incagli                 | 2.200                | 21,44 | Borgoviva (Forza Italia-Alleanza Nazionale-Unione di Centro) | 2.104 | 21,57 | 3     |
| Totale               | Totale                        | 10.262               | 100   |                                                              | 9.753 | 100   | 20    |

### Calenzano
| Candidati                                  | Candidati                    | Voti                 | %     | Liste                   | Voti  | %     | Seggi |
| ------------------------------------------ | ---------------------------- | -------------------- | ----- | ----------------------- | ----- | ----- | ----- |
|                                            | Giuseppe Carovani ✔️ Sindaco | 7.315                | 70,68 | Democratici di Sinistra | 4.597 | 46,90 | 11    |
| La Margherita                              | Giuseppe Carovani ✔️ Sindaco | 7.315                | 70,68 | 1.158                   | 11,82 | 2     |       |
| Socialisti Democratici Italiani-Riformisti | Giuseppe Carovani ✔️ Sindaco | 7.315                | 70,68 | 500                     | 5,10  | 1     |       |
| Comunisti Italiani                         | Giuseppe Carovani ✔️ Sindaco | 7.315                | 70,68 | 415                     | 4,23  | 1     |       |
| Lista civica di centro-sinistra            | Giuseppe Carovani ✔️ Sindaco | 7.315                | 70,68 | 210                     | 2,14  | -     |       |
|                                            | Anzio Settimelli             | 2.100                | 20,29 | Forza Italia            | 1.017 | 10,38 | 2     |
| Alleanza Nazionale                         | Anzio Settimelli             | 2.100                | 20,29 | 1.006                   | 10,26 | 1     |       |
| Seggio di coalizione                       | Seggio di coalizione         | Seggio di coalizione | 20,29 | 1                       |       |       |       |
|                                            | Simone Pinelli               | 935                  | 9,03  | Rifondazione Comunista  | 898   | 9,16  | 1     |
| Totale                                     | Totale                       | 10.350               | 100   |                         | 9.801 | 100   | 20    |

### Campi Bisenzio
| Candidati                                  | Candidati                  | Voti                 | %     | Liste                                | Voti   | %     | Seggi |
| ------------------------------------------ | -------------------------- | -------------------- | ----- | ------------------------------------ | ------ | ----- | ----- |
|                                            | Fiorella Alunni ✔️ Sindaco | 15.263               | 65,45 | Democratici di Sinistra              | 7.755  | 35,86 | 13    |
| La Margherita                              | Fiorella Alunni ✔️ Sindaco | 15.263               | 65,45 | 2.777                                | 12,84  | 4     |       |
| Comunisti Italiani                         | Fiorella Alunni ✔️ Sindaco | 15.263               | 65,45 | 1.182                                | 5,47   | 1     |       |
| Socialisti Democratici Italiani-Riformisti | Fiorella Alunni ✔️ Sindaco | 15.263               | 65,45 | 926                                  | 4,28   | 1     |       |
| Federazione dei Verdi                      | Fiorella Alunni ✔️ Sindaco | 15.263               | 65,45 | 631                                  | 2,92   | 1     |       |
| Lista Di Pietro - Occhetto                 | Fiorella Alunni ✔️ Sindaco | 15.263               | 65,45 | 570                                  | 2,64   | -     |       |
|                                            | Francesco Giovannoni       | 5.440                | 23,33 | Forza Italia                         | 2.502  | 11,57 | 3     |
| Alleanza Nazionale                         | Francesco Giovannoni       | 5.440                | 23,33 | 2.118                                | 9,79   | 3     |       |
| Unione di Centro                           | Francesco Giovannoni       | 5.440                | 23,33 | 679                                  | 3,14   | -     |       |
| Seggio di coalizione                       | Seggio di coalizione       | Seggio di coalizione | 23,33 | 1                                    |        |       |       |
|                                            | Franca Frati               | 1.510                | 6,48  | Partito della Rifondazione Comunista | 1.461  | 6,76  | 2     |
|                                            | Brunella Bresci            | 1.106                | 4,74  | Uniti per Campi                      | 1.023  | 4,73  | 1     |
| Totale                                     | Totale                     | 23.319               | 100   |                                      | 21.624 | 100   | 30    |

### Castelfiorentino
| Candidati                            | Candidati                | Voti                 | %     | Liste                   | Voti   | %     | Seggi |
| ------------------------------------ | ------------------------ | -------------------- | ----- | ----------------------- | ------ | ----- | ----- |
|                                      | Laura Cantini ✔️ Sindaco | 9.022                | 80,94 | Democratici di Sinistra | 6.031  | 56,93 | 13    |
| Comunisti Italiani                   | Laura Cantini ✔️ Sindaco | 9.022                | 80,94 | 964                     | 9,10   | 2     |       |
| Partito della Rifondazione Comunista | Laura Cantini ✔️ Sindaco | 9.022                | 80,94 | 723                     | 6,82   | 1     |       |
| La Margherita                        | Laura Cantini ✔️ Sindaco | 9.022                | 80,94 | 667                     | 6,30   | 1     |       |
| Federazione dei Verdi                | Laura Cantini ✔️ Sindaco | 9.022                | 80,94 | 221                     | 2,09   | -     |       |
|                                      | Vincenzo Tricarico       | 2.124                | 19,06 | Forza Italia            | 1.142  | 10,78 | 1     |
| Alleanza Nazionale                   | Vincenzo Tricarico       | 2.124                | 19,06 | 846                     | 7,99   | 1     |       |
| Seggio di coalizione                 | Seggio di coalizione     | Seggio di coalizione | 19,06 | 1                       |        |       |       |
| Totale                               | Totale                   | 11.146               | 100   |                         | 10.594 | 100   | 20    |

### Certaldo
| Candidati                               | Candidati                   | Voti                 | %     | Liste                                | Voti   | %     | Seggi |
| --------------------------------------- | --------------------------- | -------------------- | ----- | ------------------------------------ | ------ | ----- | ----- |
|                                         | Andrea Campinoti ✔️ Sindaco | 5.625                | 53,29 | Democratici di Sinistra              | 4.256  | 42,43 | 11    |
| La Margherita                           | Andrea Campinoti ✔️ Sindaco | 5.625                | 53,29 | 485                                  | 4,84   | 1     |       |
| Federazione dei Verdi-Italia dei Valori | Andrea Campinoti ✔️ Sindaco | 5.625                | 53,29 | 338                                  | 3,37   | -     |       |
| Comunisti Italiani                      | Andrea Campinoti ✔️ Sindaco | 5.625                | 53,29 | 318                                  | 3,17   | -     |       |
|                                         | Enzo Migliorini             | 2.546                | 24,12 | Progetto per Certaldo                | 2.411  | 24,04 | 5     |
|                                         | Filippo Ciampolini          | 1.643                | 15,57 | Forza Italia                         | 1.008  | 10,05 | 1     |
| Alleanza Nazionale                      | Filippo Ciampolini          | 1.643                | 15,57 | 492                                  | 4,90   | -     |       |
| Seggio di coalizione                    | Seggio di coalizione        | Seggio di coalizione | 15,57 | 1                                    |        |       |       |
|                                         | David Bellucci              | 741                  | 7,02  | Partito della Rifondazione Comunista | 723    | 7,21  | 1     |
| Totale                                  | Totale                      | 10.555               | 100   |                                      | 10.031 | 100   | 20    |

### Empoli
| Candidati                                  | Candidati                           | Voti                 | %     | Liste                            | Voti   | %     | Seggi |
| ------------------------------------------ | ----------------------------------- | -------------------- | ----- | -------------------------------- | ------ | ----- | ----- |
|                                            | Luciana Cappelli Peruzzi ✔️ Sindaco | 17.067               | 59,25 | Democratici di Sinistra          | 10.707 | 40,21 | 12    |
| Partito della Rifondazione Comunista       | Luciana Cappelli Peruzzi ✔️ Sindaco | 17.067               | 59,25 | 1.930                            | 7,25   | 2     |       |
| La Margherita                              | Luciana Cappelli Peruzzi ✔️ Sindaco | 17.067               | 59,25 | 1.782                            | 6,69   | 2     |       |
| Federazione dei Verdi-Italia dei Valori    | Luciana Cappelli Peruzzi ✔️ Sindaco | 17.067               | 59,25 | 939                              | 3,53   | 1     |       |
| Socialisti Democratici Italiani-Riformisti | Luciana Cappelli Peruzzi ✔️ Sindaco | 17.067               | 59,25 | 855                              | 3,21   | 1     |       |
|                                            | Riccardo Migliori                   | 6.382                | 22,16 | Forza Italia                     | 2.846  | 10,69 | 3     |
| Alleanza Nazionale                         | Riccardo Migliori                   | 6.382                | 22,16 | 2.375                            | 8,92   | 2     |       |
| Unione di Centro                           | Riccardo Migliori                   | 6.382                | 22,16 | 846                              | 3,18   | 1     |       |
| Seggio di coalizione                       | Seggio di coalizione                | Seggio di coalizione | 22,16 | 1                                |        |       |       |
|                                            | Massimo Marconcini                  | 5.354                | 18,59 | Cittadini per Massimo Marconcini | 2.674  | 10,04 | 3     |
| Comunisti Italiani                         | Massimo Marconcini                  | 5.354                | 18,59 | 1.382                            | 5,19   | 1     |       |
| Diritti a Sinistra                         | Massimo Marconcini                  | 5.354                | 18,59 | 293                              | 1,10   | -     |       |
| Seggio di coalizione                       | Seggio di coalizione                | Seggio di coalizione | 18,59 | 1                                |        |       |       |
| Totale                                     | Totale                              | 28.803               | 100   |                                  | 26.629 | 100   | 30    |

### Firenze
| Candidati                                    | Candidati                                 | Voti                        | %     | Liste                                | Voti    | %     | Seggi |
| -------------------------------------------- | ----------------------------------------- | --------------------------- | ----- | ------------------------------------ | ------- | ----- | ----- |
|                                              | Leonardo Domenici Accede al ballottaggio  | 109.043                     | 49,15 | Democratici di Sinistra              | 62.572  | 30,55 | 18    |
| La Margherita                                | Leonardo Domenici Accede al ballottaggio  | 109.043                     | 49,15 | 16.756                               | 8,18    | 5     |       |
| Partito dei Comunisti Italiani               | Leonardo Domenici Accede al ballottaggio  | 109.043                     | 49,15 | 11.065                               | 5,40    | 3     |       |
| Federazione dei Verdi                        | Leonardo Domenici Accede al ballottaggio  | 109.043                     | 49,15 | 5.024                                | 2,45    | 1     |       |
| Socialisti Democratici Italiani - Riformisti | Leonardo Domenici Accede al ballottaggio  | 109.043                     | 49,15 | 4.786                                | 2,45    | 1     |       |
| Italia dei Valori                            | Leonardo Domenici Accede al ballottaggio  | 109.043                     | 49,15 | 2.977                                | 1,45    | -     |       |
| Repubblicani Europei                         | Leonardo Domenici Accede al ballottaggio  | 109.043                     | 49,15 | 1.292                                | 0,63    | -     |       |
| Lista Consumatori                            | Leonardo Domenici Accede al ballottaggio  | 109.043                     | 49,15 | 1.010                                | 0,49    | -     |       |
| UDEUR - Partito Democratico Cristiano        | Leonardo Domenici Accede al ballottaggio  | 109.043                     | 49,15 | 1.010                                | 0,49    | -     |       |
|                                              | Domenico Valentino Accede al ballottaggio | 66.005                      | 29,75 | Forza Italia                         | 33.349  | 16,28 | 7     |
| Alleanza Nazionale                           | Domenico Valentino Accede al ballottaggio | 66.005                      | 29,75 | 21.256                               | 10,83   | 5     |       |
| Unione dei Democratici Cristiani e di Centro | Domenico Valentino Accede al ballottaggio | 66.005                      | 29,75 | 7.913                                | 3,86    | 1     |       |
| Lega Nord                                    | Domenico Valentino Accede al ballottaggio | 66.005                      | 29,75 | 888                                  | 0,43    | -     |       |
| Seggio al candidato sindaco                  | Seggio al candidato sindaco               | Seggio al candidato sindaco | 29,75 | 1                                    |         |       |       |
|                                              | Ornella De Zordo                          | 27.302                      | 12,31 | Partito della Rifondazione Comunista | 14.306  | 6,99  | 3     |
| Un'Altra Città                               | Ornella De Zordo                          | 27.302                      | 12,31 | 4.035                                | 1,97    | -     |       |
| Comitati Cittadini                           | Ornella De Zordo                          | 27.302                      | 12,31 | 3.068                                | 1,50    | -     |       |
| Seggio al candidato sindaco                  | Seggio al candidato sindaco               | Seggio al candidato sindaco | 12,31 | 1                                    |         |       |       |
|                                              | Franco Cardini                            | 10.115                      | 4,56  | Lista Cardini                        | 3.087   | 1,51  | -     |
| Sinistra per Firenze                         | Franco Cardini                            | 10.115                      | 4,56  | 1.381                                | 0,67    | -     |       |
| Iniziativa Popolare                          | Franco Cardini                            | 10.115                      | 4,56  | 659                                  | 0,32    | -     |       |
| Sovranità Popolare                           | Franco Cardini                            | 10.115                      | 4,56  | 532                                  | 0,26    | -     |       |
| Democrazia della Terra                       | Franco Cardini                            | 10.115                      | 4,56  | 445                                  | 0,22    | -     |       |
|                                              | Luca Saldarelli                           | 5.001                       | 2,25  | I Liberal Sgarbi - Lista civica      | 2.177   | 1,06  | -     |
| Radicali                                     | Luca Saldarelli                           | 5.001                       | 2,25  | 1.895                                | 0,93    | -     |       |
|                                              | Maurizio Rossi                            | 1.524                       | 0,69  | Alternativa Sociale                  | 1.423   | 0,69  | -     |
|                                              | Alessandro Mazzerelli                     | 1.450                       | 0,65  | Movimento Autonomista Toscano (A)    | 1.330   | 0,65  | -     |
|                                              | Paolo Vecchi                              | 726                         | 0,33  | Partito Umanista                     | 617     | 0,30  | -     |
|                                              | Nicola Bizzi                              | 670                         | 0,30  | Toscana Granducale                   | 619     | 0,30  | -     |
| Totale                                       | Totale                                    | 221.836                     |       |                                      | 204.797 |       | 46    |

- La lista contrassegnata con la lettera A è apparentata al secondo turno con il candidato sindaco Domenico Valentino.

Ballottaggio
| Candidati | Candidati                    | Voti    | %      |
| --------- | ---------------------------- | ------- | ------ |
|           | Leonardo Domenici ✔️ Sindaco | 102.269 | 66,04  |
|           | Domenico Valentino           | 52.582  | 33,96  |
| Totale    | Totale                       | 154.851 | 100,00 |

### Fucecchio
| Candidati                                  | Candidati               | Voti                 | %     | Liste                   | Voti   | %     | Seggi |
| ------------------------------------------ | ----------------------- | -------------------- | ----- | ----------------------- | ------ | ----- | ----- |
|                                            | Claudio Toni ✔️ Sindaco | 8.365                | 65,10 | Democratici di Sinistra | 4.624  | 37,65 | 9     |
| Comunisti Italiani                         | Claudio Toni ✔️ Sindaco | 8.365                | 65,10 | 1.296                   | 10,55  | 2     |       |
| La Margherita                              | Claudio Toni ✔️ Sindaco | 8.365                | 65,10 | 982                     | 8,00   | 1     |       |
| Partito della Rifondazione Comunista       | Claudio Toni ✔️ Sindaco | 8.365                | 65,10 | 936                     | 7,62   | 1     |       |
| Socialisti Democratici Italiani-Riformisti | Claudio Toni ✔️ Sindaco | 8.365                | 65,10 | 108                     | 0,88   | -     |       |
|                                            | Daniela Vallini Bicchi  | 3.686                | 28,68 | Forza Italia            | 1.807  | 14,71 | 3     |
| Alleanza Nazionale                         | Daniela Vallini Bicchi  | 3.686                | 28,68 | 1.323                   | 10,77  | 2     |       |
| Unione di Centro                           | Daniela Vallini Bicchi  | 3.686                | 28,68 | 433                     | 3,53   | -     |       |
| Seggio di coalizione                       | Seggio di coalizione    | Seggio di coalizione | 28,68 | 1                       |        |       |       |
|                                            | Pietro Sollazzi         | 799                  | 6,22  | Nuovo PSI               | 772    | 6,29  | 1     |
| Totale                                     | Totale                  | 12.850               | 100   |                         | 12.281 | 100   | 20    |

### Lastra a Signa
| Candidati                                  | Candidati                 | Voti                 | %     | Liste                                | Voti   | %     | Seggi |
| ------------------------------------------ | ------------------------- | -------------------- | ----- | ------------------------------------ | ------ | ----- | ----- |
|                                            | Carlo Nannetti ✔️ Sindaco | 5.476                | 46,88 | Democratici di Sinistra              | 2.899  | 26,93 | 7     |
| La Margherita                              | Carlo Nannetti ✔️ Sindaco | 5.476                | 46,88 | 1.200                                | 11,15  | 3     |       |
| Comunisti Italiani                         | Carlo Nannetti ✔️ Sindaco | 5.476                | 46,88 | 980                                  | 9,10   | 2     |       |
|                                            | Fabrizio Bertelli         | 3.224                | 27,60 | Partito della Rifondazione Comunista | 1.177  | 10,93 | 2     |
| Noi con Voi                                | Fabrizio Bertelli         | 3.224                | 27,60 | 769                                  | 7,14   | 1     |       |
| Socialisti Democratici Italiani-Riformisti | Fabrizio Bertelli         | 3.224                | 27,60 | 503                                  | 4,67   | -     |       |
| Federazione dei Verdi                      | Fabrizio Bertelli         | 3.224                | 27,60 | 171                                  | 1,59   | -     |       |
| Seggio di coalizione                       | Seggio di coalizione      | Seggio di coalizione | 27,60 | 1                                    |        |       |       |
|                                            | Laura Gallo Penzo         | 2.980                | 25,51 | Forza Italia                         | 1.934  | 17,97 | 2     |
| Alleanza Nazionale-Unione di Centro        | Laura Gallo Penzo         | 2.980                | 25,51 | 854                                  | 7,93   | 1     |       |
| Seggio di coalizione                       | Seggio di coalizione      | Seggio di coalizione | 25,51 | 1                                    |        |       |       |
| Totale                                     | Totale                    | 11.680               | 100   |                                      | 10.764 | 100   | 20    |

### Pontassieve
| Candidati                                  | Candidati                 | Voti                 | %     | Liste                   | Voti   | %     | Seggi |
| ------------------------------------------ | ------------------------- | -------------------- | ----- | ----------------------- | ------ | ----- | ----- |
|                                            | Marco Mairaghi ✔️ Sindaco | 10.688               | 77,48 | Democratici di Sinistra | 5.882  | 44,68 | 10    |
| La Margherita                              | Marco Mairaghi ✔️ Sindaco | 10.688               | 77,48 | 1.673                   | 12,71  | 3     |       |
| Partito della Rifondazione Comunista       | Marco Mairaghi ✔️ Sindaco | 10.688               | 77,48 | 1.113                   | 8,45   | 2     |       |
| Federazione dei Verdi                      | Marco Mairaghi ✔️ Sindaco | 10.688               | 77,48 | 564                     | 4,28   | 1     |       |
| Comunisti Italiani                         | Marco Mairaghi ✔️ Sindaco | 10.688               | 77,48 | 484                     | 3,68   | -     |       |
| Lista Di Pietro - Occhetto                 | Marco Mairaghi ✔️ Sindaco | 10.688               | 77,48 | 287                     | 2,18   | -     |       |
| Socialisti Democratici Italiani-Riformisti | Marco Mairaghi ✔️ Sindaco | 10.688               | 77,48 | 259                     | 1,97   | -     |       |
|                                            | Giovanna Vaggelli         | 3.107                | 22,52 | Forza Italia            | 2.078  | 15,78 | 2     |
| Alleanza Nazionale-Unione di Centro        | Giovanna Vaggelli         | 3.107                | 22,52 | 825                     | 6,27   | 1     |       |
| Seggio di coalizione                       | Seggio di coalizione      | Seggio di coalizione | 22,52 | 1                       |        |       |       |
| Totale                                     | Totale                    | 13.795               | 100   |                         | 13.165 | 100   | 20    |

### San Casciano in Val di Pesa
| Candidati                                  | Candidati                    | Voti                 | %     | Liste                      | Voti   | %     | Seggi |
| ------------------------------------------ | ---------------------------- | -------------------- | ----- | -------------------------- | ------ | ----- | ----- |
|                                            | Ornella Signorini ✔️ Sindaco | 6.997                | 66,19 | Democratici di Sinistra    | 4.399  | 43,83 | 11    |
| Partito della Rifondazione Comunista       | Ornella Signorini ✔️ Sindaco | 6.997                | 66,19 | 753                        | 7,50   | 2     |       |
| La Margherita                              | Ornella Signorini ✔️ Sindaco | 6.997                | 66,19 | 746                        | 7,43   | 1     |       |
| Comunisti Italiani                         | Ornella Signorini ✔️ Sindaco | 6.997                | 66,19 | 300                        | 2,99   | -     |       |
| Federazione dei Verdi                      | Ornella Signorini ✔️ Sindaco | 6.997                | 66,19 | 269                        | 2,68   | -     |       |
| Socialisti Democratici Italiani-Riformisti | Ornella Signorini ✔️ Sindaco | 6.997                | 66,19 | 172                        | 1,71   | -     |       |
|                                            | Maria Teresa Lumachi         | 2.712                | 25,66 | Forza Italia               | 1.354  | 13,49 | 2     |
| Alleanza Nazionale                         | Maria Teresa Lumachi         | 2.712                | 25,66 | 1.023                      | 10,19  | 2     |       |
| Unione di Centro                           | Maria Teresa Lumachi         | 2.712                | 25,66 | 234                        | 2,33   | -     |       |
| Seggio di coalizione                       | Seggio di coalizione         | Seggio di coalizione | 25,66 | 1                          |        |       |       |
|                                            | Alessandro Sardelli          | 862                  | 8,15  | Cattolici-Laici-Socialisti | 786    | 7,83  | 1     |
| Totale                                     | Totale                       | 10.571               | 100   |                            | 10.036 | 100   | 20    |

### Scandicci
| Candidati                                  | Candidati               | Voti                 | %     | Liste                                | Voti   | %     | Seggi |
| ------------------------------------------ | ----------------------- | -------------------- | ----- | ------------------------------------ | ------ | ----- | ----- |
|                                            | Simone Gheri ✔️ Sindaco | 21.881               | 68,09 | Democratici di Sinistra              | 12.318 | 40,08 | 14    |
| La Margherita                              | Simone Gheri ✔️ Sindaco | 21.881               | 68,09 | 3.363                                | 10,94  | 3     |       |
| Socialisti Democratici Italiani-Riformisti | Simone Gheri ✔️ Sindaco | 21.881               | 68,09 | 1.911                                | 6,22   | 2     |       |
| Comunisti Italiani                         | Simone Gheri ✔️ Sindaco | 21.881               | 68,09 | 1.187                                | 3,86   | 1     |       |
| Federazione dei Verdi                      | Simone Gheri ✔️ Sindaco | 21.881               | 68,09 | 941                                  | 3,06   | 1     |       |
| Lista Di Pietro - Occhetto                 | Simone Gheri ✔️ Sindaco | 21.881               | 68,09 | 645                                  | 2,10   | -     |       |
| Repubblicani Europei                       | Simone Gheri ✔️ Sindaco | 21.881               | 68,09 | 479                                  | 1,56   | -     |       |
|                                            | Achille Totaro          | 7.569                | 23,55 | Forza Italia                         | 3.359  | 10,93 | 3     |
| Alleanza Nazionale                         | Achille Totaro          | 7.569                | 23,55 | 2.972                                | 9,67   | 3     |       |
| Unione di Centro                           | Achille Totaro          | 7.569                | 23,55 | 956                                  | 3,11   | -     |       |
| Seggio di coalizione                       | Seggio di coalizione    | Seggio di coalizione | 23,55 | 1                                    |        |       |       |
|                                            | Francesco Mencaraglia   | 2.685                | 8,36  | Partito della Rifondazione Comunista | 2.600  | 8,46  | 2     |
| Totale                                     | Totale                  | 32.135               | 100   |                                      | 30.731 | 100   | 30    |

### Sesto Fiorentino
| Candidati                                  | Candidati                  | Voti                 | %     | Liste                   | Voti   | %     | Seggi |
| ------------------------------------------ | -------------------------- | -------------------- | ----- | ----------------------- | ------ | ----- | ----- |
|                                            | Gianni Gianassi ✔️ Sindaco | 23.234               | 76,05 | Democratici di Sinistra | 12.221 | 42,23 | 15    |
| La Margherita                              | Gianni Gianassi ✔️ Sindaco | 23.234               | 76,05 | 3.741                   | 12,93  | 4     |       |
| Partito della Rifondazione Comunista       | Gianni Gianassi ✔️ Sindaco | 23.234               | 76,05 | 2.496                   | 8,62   | 3     |       |
| Comunisti Italiani                         | Gianni Gianassi ✔️ Sindaco | 23.234               | 76,05 | 1.379                   | 4,76   | 1     |       |
| Federazione dei Verdi                      | Gianni Gianassi ✔️ Sindaco | 23.234               | 76,05 | 1.283                   | 4,43   | 1     |       |
| Socialisti Democratici Italiani-Riformisti | Gianni Gianassi ✔️ Sindaco | 23.234               | 76,05 | 575                     | 1,99   | -     |       |
| Lista Di Pietro - Occhetto                 | Gianni Gianassi ✔️ Sindaco | 23.234               | 76,05 | 560                     | 1,93   | -     |       |
|                                            | Manola Aiazzi              | 6.727                | 22,02 | Forza Italia            | 3.375  | 11,66 | 3     |
| Alleanza Nazionale                         | Manola Aiazzi              | 6.727                | 22,02 | 2.216                   | 7,66   | 2     |       |
| Unione di Centro                           | Manola Aiazzi              | 6.727                | 22,02 | 715                     | 2,47   | -     |       |
| Seggio di coalizione                       | Seggio di coalizione       | Seggio di coalizione | 22,02 | 1                       |        |       |       |
|                                            | Alberto Alberti            | 589                  | 1,93  | Gruppo A                | 380    | 1,31  | -     |
| Totale                                     | Totale                     | 30.550               | 100   |                         | 28.941 | 100   | 30    |

### Signa
| Candidati                                                   | Candidati                     | Voti                 | %     | Liste                                                                              | Voti  | %     | Seggi |
| ----------------------------------------------------------- | ----------------------------- | -------------------- | ----- | ---------------------------------------------------------------------------------- | ----- | ----- | ----- |
|                                                             | Florestano Bitossi ✔️ Sindaco | 5.577                | 57,19 | Sinistra per Signa (Democratici di Sinistra-Socialisti Democratici Italiani-Altri) | 5.577 | 32,74 | 7     |
| Continuiamo Insieme                                         | Florestano Bitossi ✔️ Sindaco | 5.577                | 57,19 | 2.228                                                                              | 24,76 | 5     |       |
|                                                             | Andrea Catarzi                | 2.071                | 21,24 | Comunisti Italiani                                                                 | 967   | 10,75 | 2     |
| Unione Signese (Partito della Rifondazione Comunista-Altri) | Andrea Catarzi                | 2.071                | 21,24 | 607                                                                                | 6,75  | -     |       |
| Federazione dei Verdi                                       | Andrea Catarzi                | 2.071                | 21,24 | 214                                                                                | 2,38  | -     |       |
| Seggio di coalizione                                        | Seggio di coalizione          | Seggio di coalizione | 21,24 | 1                                                                                  |       |       |       |
|                                                             | Giulio Michelagnoli           | 1.229                | 12,60 | Lista Aperta                                                                       | 1.188 | 13,20 | 2     |
|                                                             | Tommaso Bisagno               | 875                  | 8,97  | Unione Popolare                                                                    | 848   | 9,42  | -     |
| Totale                                                      | Totale                        | 9.752                | 100   |                                                                                    | 8.998 | 100   | 20    |

## Provincia di Grosseto

### Follonica
| Candidati                                             | Candidati                   | Voti                 | %     | Liste                   | Voti   | %     | Seggi |
| ----------------------------------------------------- | --------------------------- | -------------------- | ----- | ----------------------- | ------ | ----- | ----- |
|                                                       | Claudio Saragosa ✔️ Sindaco | 7.985                | 55,44 | Democratici di Sinistra | 4.072  | 31,35 | 8     |
| La Margherita                                         | Claudio Saragosa ✔️ Sindaco | 7.985                | 55,44 | 1.311                   | 10,09  | 2     |       |
| Partito della Rifondazione Comunista                  | Claudio Saragosa ✔️ Sindaco | 7.985                | 55,44 | 1.048                   | 8,07   | 2     |       |
| Socialisti Democratici Italiani                       | Claudio Saragosa ✔️ Sindaco | 7.985                | 55,44 | 500                     | 3,85   | -     |       |
| Comunisti Italiani                                    | Claudio Saragosa ✔️ Sindaco | 7.985                | 55,44 | 226                     | 1,74   | -     |       |
| Federazione dei Verdi                                 | Claudio Saragosa ✔️ Sindaco | 7.985                | 55,44 | 193                     | 1,49   | -     |       |
|                                                       | Massimo Di Giacinto         | 4.584                | 31,83 | Forza Italia            | 2.521  | 19,41 | 4     |
| Alleanza Nazionale-Unione di Centro                   | Massimo Di Giacinto         | 4.584                | 31,83 | 1.040                   | 8,01   | 1     |       |
| Lista Laica (Nuovo PSI-Partito Repubblicano Italiano) | Massimo Di Giacinto         | 4.584                | 31,83 | 416                     | 3,20   | -     |       |
| Seggio di coalizione                                  | Seggio di coalizione        | Seggio di coalizione | 31,83 | 1                       |        |       |       |
|                                                       | Cinzia Zanaboni             | 930                  | 6,46  | 100% per Follonica      | 792    | 6,10  | 1     |
|                                                       | Giancarlo Paletti           | 904                  | 6,28  | Insieme per Follonica   | 869    | 6,69  | 1     |
| Totale                                                | Totale                      | 14.403               | 100   |                         | 12.988 | 100   | 20    |

## Provincia di Livorno

### Cecina
| Candidati                                | Candidati               | Voti                 | %     | Liste                                | Voti   | %     | Seggi |
| ---------------------------------------- | ----------------------- | -------------------- | ----- | ------------------------------------ | ------ | ----- | ----- |
|                                          | Paolo Pacini ✔️ Sindaco | 10.797               | 62,68 | Democratici di Sinistra              | 6.027  | 38,22 | 10    |
| La Margherita                            | Paolo Pacini ✔️ Sindaco | 10.797               | 62,68 | 1.021                                | 6,47   | 1     |       |
| Socialisti Democratici Italiani-Liberali | Paolo Pacini ✔️ Sindaco | 10.797               | 62,68 | 990                                  | 6,28   | 1     |       |
| Comunisti Italiani                       | Paolo Pacini ✔️ Sindaco | 10.797               | 62,68 | 791                                  | 5,02   | 1     |       |
| Federazione dei Verdi                    | Paolo Pacini ✔️ Sindaco | 10.797               | 62,68 | 518                                  | 3,28   | -     |       |
| Lista Di Pietro - Occhetto               | Paolo Pacini ✔️ Sindaco | 10.797               | 62,68 | 338                                  | 2,14   | -     |       |
|                                          | Pier Luigi Lorenzini    | 4.270                | 24,79 | Forza Italia                         | 2.191  | 13,89 | 2     |
| Alleanza Nazionale                       | Pier Luigi Lorenzini    | 4.270                | 24,79 | 1.861                                | 11,80  | 2     |       |
| Seggio di coalizione                     | Seggio di coalizione    | Seggio di coalizione | 24,79 | 1                                    |        |       |       |
|                                          | Enrico Marinai          | 1.183                | 6,84  | Uniti per Rinnovare                  | 1.084  | 6,87  | 1     |
|                                          | Laura Pardossi          | 976                  | 5,67  | Partito della Rifondazione Comunista | 948    | 6,01  | 1     |
| Totale                                   | Totale                  | 17.226               | 100   |                                      | 15.769 | 100   | 20    |

### Collesalvetti
| Candidati                            | Candidati               | Voti                 | %     | Liste                   | Voti  | %     | Seggi |
| ------------------------------------ | ----------------------- | -------------------- | ----- | ----------------------- | ----- | ----- | ----- |
|                                      | Nicola Nista ✔️ Sindaco | 8.058                | 77,10 | Democratici di Sinistra | 4.193 | 42,26 | 10    |
| La Margherita                        | Nicola Nista ✔️ Sindaco | 8.058                | 77,10 | 1.171                   | 11,80 | 3     |       |
| Partito della Rifondazione Comunista | Nicola Nista ✔️ Sindaco | 8.058                | 77,10 | 1.150                   | 11,59 | 2     |       |
| Comunisti Italiani                   | Nicola Nista ✔️ Sindaco | 8.058                | 77,10 | 387                     | 3,90  | 1     |       |
| Lista Di Pietro - Occhetto           | Nicola Nista ✔️ Sindaco | 8.058                | 77,10 | 372                     | 3,75  | -     |       |
| Federazione dei Verdi                | Nicola Nista ✔️ Sindaco | 8.058                | 77,10 | 355                     | 3,58  | -     |       |
|                                      | Massimo Batini          | 2.394                | 22,90 | Forza Italia            | 1.216 | 12,25 | 2     |
| Alleanza Nazionale                   | Massimo Batini          | 2.394                | 22,90 | 1.079                   | 10,87 | 1     |       |
| Seggio di coalizione                 | Seggio di coalizione    | Seggio di coalizione | 22,90 | 1                       |       |       |       |
| Totale                               | Totale                  | 10.452               | 100   |                         | 9.923 | 100   | 20    |

### Livorno
| Candidati                               | Candidati                    | Voti                        | %     | Liste                                | Voti   | %     | Seggi |
| --------------------------------------- | ---------------------------- | --------------------------- | ----- | ------------------------------------ | ------ | ----- | ----- |
|                                         | Alessandro Cosimi ✔️ Sindaco | 54.972                      | 55,11 | Democratici di Sinistra              | 35.679 | 38,47 | 18    |
| La Margherita                           | Alessandro Cosimi ✔️ Sindaco | 54.972                      | 55,11 | 6.651                                | 7,17   | 3     |       |
| Partito dei Comunisti Italiani          | Alessandro Cosimi ✔️ Sindaco | 54.972                      | 55,11 | 4.060                                | 4,38   | 2     |       |
| Italia dei Valori                       | Alessandro Cosimi ✔️ Sindaco | 54.972                      | 55,11 | 2.143                                | 2,31   | 1     |       |
| Socialisti Democratici Italiani - UDEUR | Alessandro Cosimi ✔️ Sindaco | 54.972                      | 55,11 | 1.819                                | 1,96   | -     |       |
| Repubblicani Europei                    | Alessandro Cosimi ✔️ Sindaco | 54.972                      | 55,11 | 441                                  | 0,48   | -     |       |
|                                         | Guido Guastalla              | 24.183                      | 24,24 | Forza Italia                         | 9.797  | 10,56 | 4     |
| Alleanza Nazionale                      | Guido Guastalla              | 24.183                      | 24,24 | 7.124                                | 7,68   | 3     |       |
| Amare Livorno                           | Guido Guastalla              | 24.183                      | 24,24 | 5.006                                | 5,40   | 2     |       |
| Lega Nord                               | Guido Guastalla              | 24.183                      | 24,24 | 339                                  | 0,37   | -     |       |
| Seggio al candidato sindaco             | Seggio al candidato sindaco  | Seggio al candidato sindaco | 24,24 | 1                                    |        |       |       |
|                                         | Alessandro Trotta            | 10.750                      | 10,78 | Partito della Rifondazione Comunista | 10.547 | 11,37 | 4     |
|                                         | Gabriele Volpi               | 3.671                       | 3,68  | Federazione dei Verdi                | 3.528  | 3,80  | 1     |
|                                         | Marco Cannito                | 3.178                       | 3,19  | Città Diversa                        | 2.836  | 3,06  | 1     |
|                                         | Massimo Bianchi              | 2.197                       | 2,20  | Livorno Insieme                      | 2.024  | 2,18  | -     |
|                                         | Giacomo Panessa              | 794                         | 0,80  | Partito Pensionati                   | 754    | 0,81  | -     |
| Totale                                  | Totale                       | 99.745                      |       |                                      | 92.748 |       | 40    |

### Piombino
| Candidati                                         | Candidati                 | Voti                 | %     | Liste                                            | Voti   | %     | Seggi |
| ------------------------------------------------- | ------------------------- | -------------------- | ----- | ------------------------------------------------ | ------ | ----- | ----- |
|                                                   | Gianni Anselmi ✔️ Sindaco | 15.084               | 67,70 | Democratici di Sinistra                          | 9.693  | 45,61 | 16    |
| Insieme per lo Sviluppo (UDEUR-Italia dei Valori) | Gianni Anselmi ✔️ Sindaco | 15.084               | 67,70 | 1.685                                            | 7,93   | 2     |       |
| La Margherita                                     | Gianni Anselmi ✔️ Sindaco | 15.084               | 67,70 | 1.445                                            | 6,80   | 2     |       |
| Socialisti Democratici Italiani-Nuova Piombino    | Gianni Anselmi ✔️ Sindaco | 15.084               | 67,70 | 1.149                                            | 5,41   | 1     |       |
| Comunisti Italiani                                | Gianni Anselmi ✔️ Sindaco | 15.084               | 67,70 | 464                                              | 2,18   | -     |       |
|                                                   | Michela Batistoni         | 3.198                | 14,35 | Partito della Rifondazione Comunista             | 2.073  | 9,75  | 1     |
| Federazione dei Verdi                             | Michela Batistoni         | 3.198                | 14,35 | 874                                              | 4,11   | 1     |       |
| Seggio di coalizione                              | Seggio di coalizione      | Seggio di coalizione | 14,35 | 1                                                |        |       |       |
|                                                   | Giampiero Amerini         | 2.224                | 9,98  | Alleanza Nazionale                               | 2.161  | 10,17 | 3     |
|                                                   | Graziella Guglielmi       | 1.774                | 7,96  | Per la Tua Città (Forza Italia-Unione di Centro) | 1.707  | 8,03  | 2     |
| Totale                                            | Totale                    | 22.280               | 100   |                                                  | 21.251 | 100   | 30    |

### Rosignano Marittimo
| Candidati                       | Candidati                   | Voti   | %     | Liste                                | Voti   | %     | Seggi |
| ------------------------------- | --------------------------- | ------ | ----- | ------------------------------------ | ------ | ----- | ----- |
|                                 | Alessandro Nenci ✔️ Sindaco | 12.601 | 64,47 | Democratici di Sinistra              | 8.644  | 46,83 | 16    |
| La Margherita                   | Alessandro Nenci ✔️ Sindaco | 12.601 | 64,47 | 1.767                                | 9,57   | 3     |       |
| Comunisti Italiani              | Alessandro Nenci ✔️ Sindaco | 12.601 | 64,47 | 582                                  | 3,15   | 1     |       |
| Socialisti Democratici Italiani | Alessandro Nenci ✔️ Sindaco | 12.601 | 64,47 | 498                                  | 2,70   | -     |       |
| Italia dei Valori               | Alessandro Nenci ✔️ Sindaco | 12.601 | 64,47 | 309                                  | 1,67   | -     |       |
|                                 | Maria Graziella Angeli      | 2.971  | 15,20 | Casa delle Libertà                   | 2.919  | 15,82 | 5     |
|                                 | Giorgio Franconi            | 2.026  | 10,36 | Partito della Rifondazione Comunista | 1.955  | 10,59 | 3     |
|                                 | Marco Marabotti             | 802    | 4,10  | Lista Arcobaleno                     | 705    | 3,82  | 1     |
|                                 | Maurizio Coppola            | 781    | 4,00  | Federazione dei Verdi                | 737    | 3,99  | 1     |
|                                 | Riccardo Bertini            | 366    | 1,87  | Insieme                              | 341    | 1,85  | -     |
| Totale                          | Totale                      | 19.547 | 100   |                                      | 18.457 | 100   | 30    |

## Provincia di Lucca

### Capannori
| Candidati                        | Candidati                                   | Voti                 | %     | Liste                   | Voti   | %     | Seggi |
| -------------------------------- | ------------------------------------------- | -------------------- | ----- | ----------------------- | ------ | ----- | ----- |
|                                  | Giorgio Del Ghingaro Accede al ballottaggio | 11.976               | 44,84 | Democratici di Sinistra | 4.316  | 18,67 | 9     |
| La Margherita                    | Giorgio Del Ghingaro Accede al ballottaggio | 11.976               | 44,84 | 2.351                   | 10,17  | 4     |       |
| Rifondazione Comunista           | Giorgio Del Ghingaro Accede al ballottaggio | 11.976               | 44,84 | 1.429                   | 6,18   | 3     |       |
| Lista Civica di Centro-sinistra  | Giorgio Del Ghingaro Accede al ballottaggio | 11.976               | 44,84 | 1.077                   | 4,66   | 2     |       |
| Comunisti Italiani               | Giorgio Del Ghingaro Accede al ballottaggio | 11.976               | 44,84 | 426                     | 1,84   | -     |       |
| Lista Di Pietro - Occhetto-Altri | Giorgio Del Ghingaro Accede al ballottaggio | 11.976               | 44,84 | 297                     | 1,28   | -     |       |
|                                  | Michele Martinelli Accede al ballottaggio   | 12.399               | 46,42 | Forza Italia            | 4.515  | 19,53 | 4     |
| Unione di Centro                 | Michele Martinelli Accede al ballottaggio   | 12.399               | 46,42 | 4.175                   | 18,06  | 4     |       |
| Alleanza Nazionale               | Michele Martinelli Accede al ballottaggio   | 12.399               | 46,42 | 2.638                   | 11,41  | 2     |       |
| Nuovo PSI                        | Michele Martinelli Accede al ballottaggio   | 12.399               | 46,42 | 77                      | 0,33   | -     |       |
| Seggio di coalizione             | Seggio di coalizione                        | Seggio di coalizione | 46,42 | 1                       |        |       |       |
|                                  | Liano Picchi                                | 2.333                | 8,74  | Lista Picchi            | 1.562  | 6,76  | -     |
| Lista Consumatori                | Liano Picchi                                | 2.333                | 8,74  | 257                     | 1,11   | -     |       |
| Seggio di coalizione             | Seggio di coalizione                        | Seggio di coalizione | 8,74  | 1                       |        |       |       |
| Totale                           | Totale                                      | 26.708               | 100   |                         | 23.120 | 100   | 30    |

### Massarosa
| Candidati                       | Candidati                  | Voti                 | %     | Liste                    | Voti   | %     | Seggi |
| ------------------------------- | -------------------------- | -------------------- | ----- | ------------------------ | ------ | ----- | ----- |
|                                 | Fabrizio Larini ✔️ Sindaco | 7.970                | 58,51 | Amici per Massarosa      | 2.830  | 22,82 | 5     |
| Forza Italia-Caccia e Pesca     | Fabrizio Larini ✔️ Sindaco | 7.970                | 58,51 | 2.479                    | 19,99  | 4     |       |
| Alleanza Nazionale              | Fabrizio Larini ✔️ Sindaco | 7.970                | 58,51 | 1.065                    | 8,59   | 2     |       |
| Unione di Centro-Nuovo PSI      | Fabrizio Larini ✔️ Sindaco | 7.970                | 58,51 | 616                      | 4,97   | 1     |       |
| Lega Nord                       | Fabrizio Larini ✔️ Sindaco | 7.970                | 58,51 | 179                      | 1,44   | -     |       |
| Partito Pensionati              | Fabrizio Larini ✔️ Sindaco | 7.970                | 58,51 | 62                       | 0,50   | -     |       |
|                                 | Antonio Torre              | 5.544                | 40,70 | Democratici di Sinistra  | 1.975  | 15,93 | 3     |
| La Margherita                   | Antonio Torre              | 5.544                | 40,70 | 1.232                    | 9,93   | 2     |       |
| Rifondazione Comunista          | Antonio Torre              | 5.544                | 40,70 | 836                      | 6,74   | 1     |       |
| Comunisti Italiani              | Antonio Torre              | 5.544                | 40,70 | 667                      | 5,38   | 1     |       |
| Federazione dei Verdi           | Antonio Torre              | 5.544                | 40,70 | 237                      | 1,91   | -     |       |
| Socialisti Democratici Italiani | Antonio Torre              | 5.544                | 40,70 | 154                      | 1,24   | -     |       |
| Seggio di coalizione            | Seggio di coalizione       | Seggio di coalizione | 40,70 | 1                        |        |       |       |
|                                 | Giuseppe Del Cima          | 108                  | 0,79  | Giù le Mani da Massarosa | 69     | 0,56  | -     |
| Totale                          | Totale                     | 13.622               | 100   |                          | 12.401 | 100   | 20    |

## Provincia di Pisa

### Pontedera
| Candidati                       | Candidati                   | Voti                 | %     | Liste                                        | Voti   | %     | Seggi |
| ------------------------------- | --------------------------- | -------------------- | ----- | -------------------------------------------- | ------ | ----- | ----- |
|                                 | Paolo Marconcini ✔️ Sindaco | 9.730                | 59,13 | Democratici di Sinistra                      | 6.126  | 39,72 | 10    |
| La Margherita                   | Paolo Marconcini ✔️ Sindaco | 9.730                | 59,13 | 1.903                                        | 12,34  | 3     |       |
| Comunisti Italiani              | Paolo Marconcini ✔️ Sindaco | 9.730                | 59,13 | 653                                          | 4,23   | -     |       |
| Socialisti Democratici Italiani | Paolo Marconcini ✔️ Sindaco | 9.730                | 59,13 | 472                                          | 3,06   | -     |       |
|                                 | Massimo Gerbi               | 4.607                | 28,00 | Alleanza Nazionale                           | 2.234  | 14,48 | 3     |
| Forza Italia                    | Massimo Gerbi               | 4.607                | 28,00 | 1.710                                        | 11,09  | 2     |       |
| Unione di Centro                | Massimo Gerbi               | 4.607                | 28,00 | 394                                          | 2,55   | -     |       |
| Seggio di coalizione            | Seggio di coalizione        | Seggio di coalizione | 28,00 | 1                                            |        |       |       |
|                                 | Alessio Leoncini            | 1.311                | 7,97  | Rifondazione Comunista-Federazione dei Verdi | 1.209  | 7,84  | 1     |
|                                 | Fabio Bachini               | 484                  | 2,94  | Socialisti Uniti                             | 421    | 2,73  | -     |
|                                 | Domenico Avino              | 323                  | 1,96  | Alternativa                                  | 302    | 1,96  | -     |
| Totale                          | Totale                      | 16.455               | 100   |                                              | 15.424 | 100   | 20    |

### San Giuliano Terme
| Candidati                       | Candidati                  | Voti                 | %     | Liste                   | Voti   | %     | Seggi |
| ------------------------------- | -------------------------- | -------------------- | ----- | ----------------------- | ------ | ----- | ----- |
|                                 | Paolo Panattoni ✔️ Sindaco | 14.667               | 75,53 | Democratici di Sinistra | 6.757  | 36,52 | 13    |
| Rifondazione Comunista          | Paolo Panattoni ✔️ Sindaco | 14.667               | 75,53 | 3.089                   | 16,70  | 5     |       |
| La Margherita                   | Paolo Panattoni ✔️ Sindaco | 14.667               | 75,53 | 1.454                   | 7,86   | 2     |       |
| Socialisti Democratici Italiani | Paolo Panattoni ✔️ Sindaco | 14.667               | 75,53 | 1.262                   | 6,82   | 2     |       |
| Comunisti Italiani              | Paolo Panattoni ✔️ Sindaco | 14.667               | 75,53 | 602                     | 3,25   | 1     |       |
| Federazione dei Verdi           | Paolo Panattoni ✔️ Sindaco | 14.667               | 75,53 | 416                     | 2,25   | -     |       |
| Lista Di Pietro - Occhetto      | Paolo Panattoni ✔️ Sindaco | 14.667               | 75,53 | 380                     | 2,05   | -     |       |
|                                 | Giovanni Frullano          | 4.753                | 24,47 | Alleanza Nazionale      | 2.094  | 11,32 | 3     |
| Forza Italia                    | Giovanni Frullano          | 4.753                | 24,47 | 1.936                   | 10,46  | 3     |       |
| Unione di Centro                | Giovanni Frullano          | 4.753                | 24,47 | 512                     | 2,77   | -     |       |
| Seggio di coalizione            | Seggio di coalizione       | Seggio di coalizione | 24,47 | 1                       |        |       |       |
| Totale                          | Totale                     | 19.420               | 100   |                         | 18.502 | 100   | 30    |

### San Miniato
| Candidati                       | Candidati                 | Voti                 | %     | Liste                   | Voti   | %     | Seggi |
| ------------------------------- | ------------------------- | -------------------- | ----- | ----------------------- | ------ | ----- | ----- |
|                                 | Angelo Frosini ✔️ Sindaco | 11.471               | 66,06 | Democratici di Sinistra | 8.520  | 51,21 | 12    |
| La Margherita                   | Angelo Frosini ✔️ Sindaco | 11.471               | 66,06 | 1.542                   | 9,27   | 2     |       |
| Comunisti Italiani              | Angelo Frosini ✔️ Sindaco | 11.471               | 66,06 | 668                     | 4,02   | -     |       |
| Socialisti Democratici Italiani | Angelo Frosini ✔️ Sindaco | 11.471               | 66,06 | 204                     | 1,23   | -     |       |
|                                 | Piero Pellicini           | 4.368                | 25,16 | Forza Italia            | 2.049  | 12,32 | 2     |
| Alleanza Nazionale              | Piero Pellicini           | 4.368                | 25,16 | 1.789                   | 10,75  | 2     |       |
| Unione di Centro                | Piero Pellicini           | 4.368                | 25,16 | 382                     | 2,30   | -     |       |
| Seggio di coalizione            | Seggio di coalizione      | Seggio di coalizione | 25,16 | 1                       |        |       |       |
|                                 | Piero Maioli              | 1.525                | 8,78  | Rifondazione Comunista  | 1.483  | 8,91  | 1     |
| Totale                          | Totale                    | 17.364               | 100   |                         | 16.637 | 100   | 20    |

## Provincia di Pistoia

### Monsummano Terme
| Candidati                     | Candidati                    | Voti                 | %     | Liste                             | Voti   | %     | Seggi |
| ----------------------------- | ---------------------------- | -------------------- | ----- | --------------------------------- | ------ | ----- | ----- |
|                               | Giuliano Calvetti ✔️ Sindaco | 7.164                | 58,79 | Democratici di Sinistra           | 4.349  | 38,56 | 9     |
| Monsummano Città d'Europa     | Giuliano Calvetti ✔️ Sindaco | 7.164                | 58,79 | 788                               | 6,99   | 1     |       |
| Rifondazione Comunista        | Giuliano Calvetti ✔️ Sindaco | 7.164                | 58,79 | 738                               | 6,54   | 1     |       |
| La Margherita                 | Giuliano Calvetti ✔️ Sindaco | 7.164                | 58,79 | 641                               | 5,68   | 1     |       |
| Comunisti Italiani            | Giuliano Calvetti ✔️ Sindaco | 7.164                | 58,79 | 247                               | 2,19   | -     |       |
| Seggio di coalizione          | Seggio di coalizione         | Seggio di coalizione | 58,79 | 1                                 |        |       |       |
|                               | Giovanna Perone              | 2.544                | 20,88 | Forza Italia-Unione di Centro     | 1.478  | 13,11 | 2     |
| Alleanza Nazionale            | Giovanna Perone              | 2.544                | 20,88 | 836                               | 7,41   | 1     |       |
| Seggio di coalizione          | Seggio di coalizione         | Seggio di coalizione | 20,88 | 1                                 |        |       |       |
|                               | Giampaolo Balcarini          | 2.478                | 20,33 | Costruiamo Insieme nella Sinistra | 1.183  | 10,49 | 3     |
| Insieme per la Tua Monsummano | Giampaolo Balcarini          | 2.478                | 20,33 | 773                               | 6,85   | 1     |       |
| UDEUR                         | Giampaolo Balcarini          | 2.478                | 20,33 | 245                               | 2,17   | -     |       |
| Seggio di coalizione          | Seggio di coalizione         | Seggio di coalizione | 20,33 | 1                                 |        |       |       |
| Totale                        | Totale                       | 12.186               | 100   |                                   | 11.278 | 100   | 20    |

### Montecatini Terme
| Candidati                  | Candidati                | Voti                 | %     | Liste                         | Voti   | %     | Seggi |
| -------------------------- | ------------------------ | -------------------- | ----- | ----------------------------- | ------ | ----- | ----- |
|                            | Ettore Severi ✔️ Sindaco | 6.204                | 50,35 | Forza Italia-Unione di Centro | 3.021  | 27,78 | 8     |
| Alleanza Nazionale         | Ettore Severi ✔️ Sindaco | 6.204                | 50,35 | 1.556                         | 14,31  | 4     |       |
| Viva Montecatini           | Ettore Severi ✔️ Sindaco | 6.204                | 50,35 | 361                           | 3,32   | -     |       |
| Lega Nord                  | Ettore Severi ✔️ Sindaco | 6.204                | 50,35 | 301                           | 2,77   | -     |       |
| Uniti per la Nievole       | Ettore Severi ✔️ Sindaco | 6.204                | 50,35 | 168                           | 1,54   | -     |       |
| Nuovo PSI                  | Ettore Severi ✔️ Sindaco | 6.204                | 50,35 | 78                            | 0,72   | -     |       |
|                            | Amedeo Bartolini         | 4.639                | 37,65 | Democratici di Sinistra       | 2.240  | 20,60 | 4     |
| La Margherita              | Amedeo Bartolini         | 4.639                | 37,65 | 695                           | 6,39   | 1     |       |
| Montecatini Città d'Europa | Amedeo Bartolini         | 4.639                | 37,65 | 450                           | 4,14   | 1     |       |
| Rifondazione Comunista     | Amedeo Bartolini         | 4.639                | 37,65 | 335                           | 3,08   | -     |       |
| Comunisti Italiani         | Amedeo Bartolini         | 4.639                | 37,65 | 265                           | 2,44   | -     |       |
| Per la Città Solidale      | Amedeo Bartolini         | 4.639                | 37,65 | 234                           | 2,15   | -     |       |
| Seggio di coalizione       | Seggio di coalizione     | Seggio di coalizione | 37,65 | 1                             |        |       |       |
|                            | Moreno Mencarelli        | 1.478                | 12,00 | Democrazia Montecatini        | 661    | 6,08  | -     |
| Riformisti                 | Moreno Mencarelli        | 1.478                | 12,00 | 357                           | 3,28   | -     |       |
| La Città                   | Moreno Mencarelli        | 1.478                | 12,00 | 153                           | 1,41   | -     |       |
| Seggio di coalizione       | Seggio di coalizione     | Seggio di coalizione | 12,00 | 1                             |        |       |       |
| Totale                     | Totale                   | 12.321               | 100   |                               | 10.875 | 100   | 20    |

### Pescia
| Candidati                  | Candidati                                    | Voti                 | %     | Liste                   | Voti   | %     | Seggi |
| -------------------------- | -------------------------------------------- | -------------------- | ----- | ----------------------- | ------ | ----- | ----- |
|                            | Antonio Abenante Accede al ballottaggio      | 5.072                | 44,14 | Democratici di Sinistra | 2.738  | 26,13 | 8     |
| La Margherita              | Antonio Abenante Accede al ballottaggio      | 5.072                | 44,14 | 1.057                   | 10,09  | 3     |       |
| Pescia Città d'Europa      | Antonio Abenante Accede al ballottaggio      | 5.072                | 44,14 | 442                     | 4,22   | 1     |       |
| Comunisti Italiani         | Antonio Abenante Accede al ballottaggio      | 5.072                | 44,14 | 326                     | 3,11   | -     |       |
| Lista Di Pietro - Occhetto | Antonio Abenante Accede al ballottaggio      | 5.072                | 44,14 | 101                     | 0,96   | -     |       |
|                            | Giovanni Brunelleschi Accede al ballottaggio | 3.353                | 29,18 | Forza Italia            | 1.533  | 14,63 | 2     |
| Alleanza Nazionale         | Giovanni Brunelleschi Accede al ballottaggio | 3.353                | 29,18 | 1.234                   | 11,78  | 2     |       |
| Unione di Centro           | Giovanni Brunelleschi Accede al ballottaggio | 3.353                | 29,18 | 235                     | 2,24   | -     |       |
| Lega Nord                  | Giovanni Brunelleschi Accede al ballottaggio | 3.353                | 29,18 | 93                      | 0,89   | -     |       |
| Seggio di coalizione       | Seggio di coalizione                         | Seggio di coalizione | 29,18 | 1                       |        |       |       |
|                            | Claudio Giuntoli                             | 1.280                | 11,14 | Lista Civica per Pescia | 1.169  | 11,16 | 2     |
|                            | Alessandra Visani Cristiano                  | 951                  | 8,28  | Rifondazione Comunista  | 853    | 8,14  | 1     |
|                            | Francesco Conforti                           | 670                  | 5,83  | Nuovo PSI               | 543    | 5,18  | -     |
|                            | Gian Michele Mostardini                      | 165                  | 1,44  | Viva Pescia             | 155    | 1,48  | -     |
| Totale                     | Totale                                       | 11.491               | 100   |                         | 10.479 | 100   | 20    |

## Provincia di Prato

### Prato
| Candidati                                    | Candidati                   | Voti                        | %     | Liste                                | Voti   | %     | Seggi |
| -------------------------------------------- | --------------------------- | --------------------------- | ----- | ------------------------------------ | ------ | ----- | ----- |
|                                              | Marco Romagnoli ✔️ Sindaco  | 54.835                      | 53,11 | Democratici di Sinistra              | 34.015 | 35,20 | 17    |
| La Margherita                                | Marco Romagnoli ✔️ Sindaco  | 54.835                      | 53,11 | 9.268                                | 9,59   | 4     |       |
| Italia dei Valori                            | Marco Romagnoli ✔️ Sindaco  | 54.835                      | 53,11 | 2.744                                | 2,84   | 1     |       |
| Partito dei Comunisti Italiani               | Marco Romagnoli ✔️ Sindaco  | 54.835                      | 53,11 | 2.177                                | 2,25   | 1     |       |
| Federazione dei Verdi                        | Marco Romagnoli ✔️ Sindaco  | 54.835                      | 53,11 | 1.985                                | 2,05   | 1     |       |
| Socialisti Democratici Italiani              | Marco Romagnoli ✔️ Sindaco  | 54.835                      | 53,11 | 1.200                                | 1,24   | -     |       |
| Alleanza Popolare - UDEUR                    | Marco Romagnoli ✔️ Sindaco  | 54.835                      | 53,11 | 289                                  | 0,30   | -     |       |
|                                              | Filippo Bernocchi           | 34.050                      | 32,98 | Forza Italia                         | 16.152 | 16,71 | 6     |
| Alleanza Nazionale                           | Filippo Bernocchi           | 34.050                      | 32,98 | 12.314                               | 12,74  | 5     |       |
| Unione dei Democratici Cristiani e di Centro | Filippo Bernocchi           | 34.050                      | 32,98 | 2.424                                | 2,51   | -     |       |
| Insieme per Prato                            | Filippo Bernocchi           | 34.050                      | 32,98 | 827                                  | 0,86   | -     |       |
| Seggio al candidato sindaco                  | Seggio al candidato sindaco | Seggio al candidato sindaco | 32,98 | 1                                    |        |       |       |
|                                              | Mauro Vannoni               | 8.287                       | 8,03  | Partito della Rifondazione Comunista | 6.102  | 6,31  | 2     |
| Sinistra per Prato                           | Mauro Vannoni               | 8.287                       | 8,03  | 1.702                                | 1,76   | -     |       |
| Seggio al candidato sindaco                  | Seggio al candidato sindaco | Seggio al candidato sindaco | 8,03  | 1                                    |        |       |       |
|                                              | Massimo Taiti               | 3.325                       | 3,22  | Nuovo PSI                            | 2.948  | 3,05  | 1     |
|                                              | Alessandro Ciardi           | 1.211                       | 1,17  | Giovani e Famiglia                   | 1.045  | 1,08  | -     |
|                                              | David Badini                | 919                         | 0,89  | Lista Consumatori                    | 865    | 0,90  | -     |
|                                              | Antonio Daino               | 623                         | 0,60  | Lista Daino                          | 587    | 0,61  | -     |
| Totale                                       | Totale                      | 103.250                     |       |                                      | 96.644 |       | 40    |

## Provincia di Siena

### Colle di Val d'Elsa
| Candidati             | Candidati                 | Voti                 | %     | Liste                                | Voti   | %     | Seggi |
| --------------------- | ------------------------- | -------------------- | ----- | ------------------------------------ | ------ | ----- | ----- |
|                       | Paolo Brogioni ✔️ Sindaco | 8.103                | 64,30 | Democratici di Sinistra              | 5.854  | 48,75 | 13    |
| Riformisti            | Paolo Brogioni ✔️ Sindaco | 8.103                | 64,30 | 792                                  | 6,60   | 1     |       |
| La Margherita         | Paolo Brogioni ✔️ Sindaco | 8.103                | 64,30 | 379                                  | 3,16   | -     |       |
| Federazione dei Verdi | Paolo Brogioni ✔️ Sindaco | 8.103                | 64,30 | 377                                  | 3,14   | -     |       |
| Comunisti Italiani    | Paolo Brogioni ✔️ Sindaco | 8.103                | 64,30 | 251                                  | 2,09   | -     |       |
|                       | Gabriele Laguzzi          | 2.111                | 16,75 | Casa delle Libertà                   | 1.676  | 13,96 | 2     |
| Lega Nord             | Gabriele Laguzzi          | 2.111                | 16,75 | 373                                  | 3,11   | -     |       |
| Seggio di coalizione  | Seggio di coalizione      | Seggio di coalizione | 16,75 | 1                                    |        |       |       |
|                       | Mauro Bruni               | 1.474                | 11,70 | Insieme per Colle                    | 1.406  | 11,71 | 2     |
|                       | Mauro Lenzi               | 914                  | 7,25  | Partito della Rifondazione Comunista | 900    | 7,50  | 1     |
| Totale                | Totale                    | 12.602               | 100   |                                      | 12.008 | 100   | 20    |

### Poggibonsi
| Candidati     | Candidati            | Voti   | %     | Liste                                                            | Voti   | %     | Seggi |
| ------------- | -------------------- | ------ | ----- | ---------------------------------------------------------------- | ------ | ----- | ----- |
|               | Luca Rugi ✔️ Sindaco | 12.399 | 69,75 | Democratici di Sinistra-Comunisti Italiani-Federazione dei Verdi | 8.127  | 48,21 | 11    |
| La Margherita | Luca Rugi ✔️ Sindaco | 12.399 | 69,75 | 2.829                                                            | 16,78  | 3     |       |
| Riformisti    | Luca Rugi ✔️ Sindaco | 12.399 | 69,75 | 707                                                              | 4,19   | -     |       |
|               | Annamaria Giorli     | 3.304  | 18,59 | Casa delle Libertà                                               | 3.181  | 18,87 | 4     |
|               | Alberto Morandi      | 2.073  | 11,66 | Partito della Rifondazione Comunista                             | 2.013  | 11,94 | 2     |
| Totale        | Totale               | 17.776 | 100   |                                                                  | 16.857 | 100   | 20    |